# Santu Mofokeng
Santu Mofokeng (Soweto (Johannesburg), 19 oktober 1956 – 26 januari 2020) was een Zuid-Afrikaans fotograaf.

## Loopbaan
Nog als tiener begon Mofokeng zijn werkzame leven als straatfotograaf. Hij had daarna werk als assistent in een darkroom, werkte als nieuwsfotograaf en trad vervolgens toe tot het collectief Afrapix. Hij werkt onder de artiestennaam Mofokengâ. Aanvankelijk documenteerde hij vooral de strijd tegen de apartheid.
Mofokeng stond erom bekend conventionele onderwerpen te kunnen omzetten in fotografisch werk met een spirituele dimensie; een voorbeeld hiervan is Chasing Shadows uit 1997. Na zijn start met op politiek getint fotografisch werk, specialiseerde zich in landschapsfotografie. Hierbij beeldt hij landschappen uit in relatie tot eigenaarschap, macht, ecologische effecten en geheugen, zonder zich politiek heel openlijk uit te spreken. Zijn werk getuigt zijn diepe bezorgdheid over de staat van het milieu aan het begin van de 21e eeuw.
Santu Mofokeng won in 2009 de Prins Claus Prijs. Volgens de jury leveren zijn fotografische koers vitale lessen over de "kracht van de vertoning". Hij werd daarbij omschreven als "een zeer scherpzinnige fotograaf van grote betekenis".
Als toelichting op zijn expositie Let's Talk in 2010, zegt hij dat het er niet om gaat wat je op deze foto's ziet, het gaat erom op wat je niet ziet (maar wel voelt).
Hij overleed in 2020 op 63-jarige leeftijd aan een hersenziekte.

## Tentoonstellingen
Mofokeng exposeerde vele malen, waaronder in de volgende gevallen solo:
- 1990: Like Shifting Sand, Market Galleries, Johannesburg
- 1994: Rumours / The Bloemhof Portfolio, Market Galleries, Johannesburg
- 1995: Distorting Mirror/Townships Imagined, Worker´s Library, Johannesburg
- 1997: Chasing Shadows - Gertrude Posel Gallery, Wits University, Zuid-Afrika
- 1998: Black Photo Album/Look At Me, Nederlands Foto-Instituut, Rotterdam
- 1998: Chasing Shadows, Nederlands Foto-Instituut, Rotterdam
- 1998: Lunarscapes, Nederlands Foto-Instituut, Rotterdam
- 1999: Black Photo Album/Look At Me, FNAC Montparnasse
- 2000: Chasing Shadows, Transparencies International, Berlijn
- 2000: Sad Landscapes, Camouflage Gallery, Johannesburg
- 2003: Chasing Shadows, Memling Museum, Brugge
- 2004: Rethinking Landscape, Centre photographique d'Ile-de-France (CPIF), Pontault-Combault
- 2004: Santu Mofokeng, David Krut Projects, New York
- 2004: Santu Mofokeng, Gallery Momo, Johannesburg
- 2006: Invoice Iziko, Zuid-Afrikaans Nationaal Kunstmuseum, Kaapstad
- 2007: Invoice Standard Bank Kunstmuseum, Johannesburg
- 2008: Homeland Security, Johannesburg Kunstmuseum
- 2008: Santu Mofokeng’s Landscape, Warren Siebrits, Johannesburg
- 2009: Mofokeng survey exhibition, Autograph ABP, Londen
- 2010: Chasing Shadows, Anne Arbor Institute of Humanities, Michigan
- 2010: Let’s Talk, Arts on Main, Johannesburg
- 2010: Remaining Past, Minshar Art Institute, Tel Aviv
- 2011-12: Chasing Shadows, Parijs, Bern, Bergen, Antwerpen (Extra City Kunsthal)[6]

## Onderscheidingen
Mofokeng ontving verschillende onderscheidingen, waaronder de Prins Claus Prijs in 2009. Hij is onderscheiden "voor de uitstekende kwaliteit en inhoud van zijn werk, voor de manier waarop hij fotografische representatie een andere vorm heeft gegeven, voor zijn scherpzinnige inzicht in de culturele betekenissen van landschappen en de wederkerige relaties tussen de omgeving."
Andere onderscheidingen waren:
- 1991: Ernest Cole Scholarship, voor de studie aan het International Center of Photography, in New York
- 1992: 1st Mother Jones Award for Africa
- 1998: Künstlerhaus Worpswede Fellowship, Duitsland
- 1999: Contre Jour Residency, Marseille
- 1999 en 2001: DAAD Fellowship, Worpswede, Duitsland
- 2007: Ruth First Fellowship

- Biblioteca Nacional de España: XX5378143
- Bibliothèque nationale de France: cb150976571 (data)
- Gemeinsame Normdatei: 11928765X
- International Standard Name Identifier: 0000 0000 7847 2711
- Library of Congress Control Number: nr2001000971
- Nationale Bibliotheek van Israël: 987007379437705171
- Nederlandse Thesaurus van Auteursnamen: 337782504
- PIC: 292045
- RKD-Nederlands Instituut voor Kunstgeschiedenis: 239531
- SNAC: w6m209xx
- Système universitaire de documentation: 139898409
- Union List of Artist Names: 500334958
- Virtual International Authority File: 15066129
- WorldCat: E39PBJmDgKTk7q4CDGVTTyVHmd